# Fanendo Adi
Fanendo Adi  est un footballeur nigérian né le 10 octobre 1990 à Lagos. Il joue comme attaquant.

## Biographie
Le 13 mai 2014, Adi est prêté en MLS aux Timbers de Portland pour la fin de la saison.